# Menesia albifrons
Menesia albifrons es una especie de escarabajo longicornio del género Menesia, categorizada en la tribu Saperdini, de la subfamilia Lamiinae. Fue descrita por Heyden en 1886.

## Descripción
Mide 6-7 mm de longitud.

## Distribución
Se distribuye por Rusia (Europa).